# Celia Cruz
Pour les articles homonymes, voir Cruz.
Úrsula Hilaria Celia Caridad de la Santísima Trinidad Cruz Alfonso alias Celia Cruz, née le 21 octobre 1925 à La Havane et morte le 16 juillet 2003 à Fort Lee, était une chanteuse de musique cubaine et de salsa.

## Biographie
Celia Cruz est originaire de Santos Suárez, un quartier pauvre de La Havane, où elle est née en octobre 1925. Mais elle disait : « Aussi longtemps que je vivrai, je ne dirai jamais en quelle année je suis née ». On raconte beaucoup de choses très fantaisistes sur moi. Par exemple que je suis issue d'une famille de quatorze enfants. C'est faux, nous étions quatre. Ou que ma première paire de chaussures m'a été offerte par un touriste m'ayant entendue chanter... Ce qui est vrai c'est qu'à l'école primaire où je devais exercer, la directrice m'a dit : "Continue à chanter car tu vas gagner en un jour ce que je gagne en un mois". ce qui ne l'encourage pas à poursuivre des études. Adolescente, sa tante l'amène chanter dans des cabarets. Elle gagne par la suite de nombreux concours de chant. Remarquée, elle a la possibilité de chanter la radio cubaine, et elle étudie la musique au conservatoire de la Havane de 1947 à 1950. En 1950, elle devient la chanteuse du groupe cubain La Sonora Matancera, connue dans tout l'Amérique hispanique, et surnommée Café con Leche (café au lait). Celia Cruz trouve alors son cri fétiche : ¡Azúcar! (du sucre). Elle remplace Myrta Silva, retournée à son Porto Rico natal, et devient ainsi la première chanteuse noire de ce groupe. Elle reste la chanteuse de ce groupe jusqu'en 1965.
En 1960, à la suite de la révolution cubaine et de la chute du dictateur Fulgencio Batista, avant l'arrivée de Fidel Castro à la présidence de Cuba, elle et son groupe cubain La Sonora Matancera émigrent aux États-Unis,. En 1961, ils jouent à l'Hollywood Palladium. En 1962, elle épouse le trompettiste du groupe, Pedro Knight. En 1965, elle entame une carrière solo, et prend la nationalité américaine. Elle devient aussi l'une des personnalités de l'anti-castrisme.
En 1966, Celia Cruz et Tito Puente commencent leur association, éditant huit albums ensemble pour Tico Records.
Quelques titres notables sont Guantanamera et Bemba colorá en 1967, Aquarius / Let the sunshine in en 1969 (une reprise du titre de la comédie musicale Hair), Quien será (Sway). Malgré cela, ces albums n'ont pas le succès escompté. Pendant ce temps, le label Fania lance la révolution de la salsa. Celia Cruz signe alors chez Vaya Records. Elle collabore avec Larry Harlow, donnant un concert au Carnegie Hall de New York. En 1974, l'album Celia y Johnny avec Johnny Pacheco, est disque d'or et Celia Cruz rejoint la Fania All Stars, composé des meilleurs musiciens de la maison de disques Fania, avec qui elle fait une tournée au Royaume-Uni, en France, au Zaïre et en Amérique latine. En 1976, Celia Cruz chante pour Willie Colón. Titres notables : Usted abusó et Toro mata (avec Johnny Pacheco).
Elle rend célèbre le slogan « ¡Esto sí es volar! » de la compagnie aérienne Eastern Air Lines à Porto Rico.
Dans les années 1980, elle fait de nombreux concerts et duos. En 1988, elle participe au film hollywoodien Salsa, avec Robi Draco Rosa et en 1992 au film Les Mambo Kings avec Antonio Banderas.
En 2001, elle sort un album produit entre autres par Johnny Pacheco.
En juillet 2003, elle succombe à une tumeur cérébrale chez elle à Fort Lee dans le New Jersey. Elle est enterrée au cimetière de Woodlawn.
En février 2004 est publié son dernier album post-mortem qui gagne le prix Lo Nuestro 2004 du meilleur album salsa de l'année. Elle est l'artiste féminine de l'année au prix Lo Nuestro 2005.

## Discographie

### Publiée chezSeeco Records

#### Avecla Sonora Matancera
- Cuba's Foremost Rhythm Singer
- Mi diario musical (compilation)
- Con amor (compilation)
- Celia Cruz sings
- La Sonora Matancera: Una noche en Caracas
- Cuba's Queen of Rhythm
- Grandes éxitos de Celia Cruz
- La incomparable Celia
- La Sonora Matancera: Los invita a bailar
- Su favorita
- La dinámica
- Reflexiones
- Navidades con la Sonora Matancera
- Canciones premiadas
- México qué grande eres
- La tierna, conmovedora, bamboleadora
- Celebremos Nochebuena con Sonora Matancera
- Canciones inolvidables "La Guagua"
- Homenaje a los Santos (compilation)
- Sabor y ritmo de pueblos
- Homenaje a los Santos Vol.2  (compilation)
- Homenaje a Yemayá  (compilation)
- Festejando Navidad  (compilation)
- Las guarachas de la Guarachera (compilation)
- Interpreta: El yerbero moderno y La sopa en botella (compilation)

#### Avec l'orchestre de Rafael Hernández
Canciones que Yo Quería Haber Grabado Primero

#### Avec l'orchestre de Vicentico Valdés
El nuevo estilo de la Guarachera

### Publiée chez Tico Records

#### AvecTito Puenteet son orchestre
- Cuba y Puerto Rico son…
- Quimbo Quimbumbia
- Alma con alma
- En España
- Algo especial para recordar

#### Avec Lino Frías et orchestre
Etc., etc., etc.

#### Avec la Sonora de Memo Salamanca
- Bravo
- Son con guaguancó
- A ti... México
- Serenata guajira
- La excitante
- Nuevos éxitos
- The Best of Celia Cruz (compilation)
- A todos mis amigos  (compilation)

### Publiée chezFaniaRecords - Vaya
- La candela
- Hommy : a Latin Ópera
- Tributo a Ismael Rivera
- The Brillante Best (compilation)

#### AvecJohnny Pacheco
- Celia & Johnny
- Tremendo caché
- Recordando el ayer (avec également Papo Lucca et Justo Betancourt)
- Eternos
- Celia, Johnny and Pete
- De nuevo

#### Avecla Sonora Ponceña
La ceiba y la siguaraya

#### AvecWillie Colón
- Sólo ellos, pudieron hacer éste álbum (Only They Could Have Made This Album)
- Celia & Willie
- Los triunfadores  (The Winners)

#### AvecRay Barretto
- Tremendo trío: Celia, Barretto & Adalberto
- Ritmo en el corazón

#### Avec laFania All Stars
- Commitment
- Cross over
- ¡Viva la charanga!
- Bamboleo
- Live in the Africa
- Live
- Live at Yankke Stadium Vol.1
- Live at Yankke Stadium Vol.2

#### AvecTito Puenteet son orchestre
- Homenaje a Beny Moré
- Homenaje a Beny Moré Vol.2
- Homenaje a Beny Moré Vol.3

### Publiée chez Bárbaro Records
- Feliz encuentro
- En Vivo desde Radio Progreso con la Sonora Matancera Vol.1
- En Vivo desde Radio Progreso con la Sonora Matancera Vol.2
- En Vivo desde Radio Progreso con la Sonora Matancera Vol.3
- En Vivo desde Radio Progreso y C.M.Q Vol.4
- En Vivo desde Radio C.M.Q con la Sonora Matancera Vol.5

### Publiée chez R.M.M
- Azúcar negra
- Irrepetible
- Tropical Tribute to The Beatles
- Duet's
- Celia and Friend's: Night of Salsa
- Mi vida es cantar (inclus La vida es un carnaval)

À noter : sa participation en 1993 à la Combinación Perfecta (duo avec Óscar D'León, El Son de Celia Y Óscar)

### Publiée chez Sony Music
- Siempre viviré
- Hits Mix
- La negra tiene tumbao
- Regalo del alma
- Dios disfrute a la Reina
- ¡Azúcar! (DVD, 2003 - concert-hommage)

### Publiée chez Cubanacan
- Las muchas Celias
- La Sonora Matancera ¡En vivo!

### Publiée chez Elektra
The Mambo Kings (musique du film homonyme)

## Filmographie

### Telenovelas
- 1993-1994 : Valentina : Lecumé
- 1997 : El alma no tiene color : Macaria
- 2015-2016 : Celia : Celia Cruz

## Hommages
- En 2013, Jennifer Lopez lui rend hommage lors de la cérémonie des American Music Awards en chantant 3 de ses plus grands titres : Quimbara, La Vida es un Carnaval et Bemba Colorá ;
- en 2019, la chanteuse Angélique Kidjo sort un album de reprises de Cruz, intitulé Celia.

### Chansons
- Mercadonegro - La Guarachera de Cuba
- Los del Río - Ay Celia
- José « El Canario » Alberto - Celia
- Alquimia - Joyas de la Reina (medley reprenant Yerbero moderno et Melao de Caña)
- Dédé Saint Prix - Pour Celia Cruz
- Wahero & Óscar D'León - Homenaje a Celia Cruz
- Gente de Zona, Celia Cruz - Celia (duo virtuel de 2024)
- Renesito Avich feat. Willy Chirino - Viva Celia (2025)

### Comédie musicale
En 2007 est créée en son hommage la comédie musicale Celia : The Musical (The Life and Music of Celia Cruz), sous la direction d'Isidro Infante (es).
Le spectacle comporte une douzaine de titres de la Diva, dont Guantanamera, Quimbara, Toro Mata, La Vida es un Carnaval, La Bomba.
Sur scène, près de 20 chanteurs, danseurs et acteurs dont :
- Anissa Gathers : Celia Cruz ;
- Pedro Telémaco : Pedro Knight (le mari de Celia) ;
- Kevin Ceballo : l'infirmier ;
- Grace Hichez : Celia jeune.

### Bande dessinée
Celia Cruz, scénario et dessins de Leila Marzocchi, Éditions Nocturne, collection BD World, 2008

### Série télévisée
En 2015, Telemundo lui consacre une telenovela (feuilleton télévisé), Celia, la serie. Son personnage est joué par Jeimy Osorio lorsqu'elle est jeune puis par Aymee Nuviola à l'âge adulte.